# Elsa (prénom)
Pour les articles homonymes, voir Elsa.
Cette page présente le prénom Elsa ainsi que ses variantes.
Elsa est un prénom féminin, diminutif d'Élisabeth, qui a pour variantes ou diminutifs Ellie, Else, Elsie, Elssa, Elsy, Ilsa et Ilse. Elsa est un nom hébreu. La signification est la suivante : « Dieu est ma demeure » ou encore « Dieu est mon serment ». 
Parmi les Elsa les plus connues, on compte notamment :
- Elsa Aguirre
- Elsa Albani
- Elsa Andersson
- Elsa Arokallio
- Elsa Artadi
- Elsa Asenijeff
- Elsa Baquerizo
- Elsa Barraine
- Elsa Beata Bunge
- Elsa Benítez
- Elsa Bernstein
- Elsa Beskow
- Elsa Billgren
- Elsa Björkman-Goldschmidt
- Elsa Bloodstone
- Elsa Bois
- Elsa Bon
- Elsa Bontempelli
- Elsa Bordier
- Elsa Boublil
- Elsa Bouneau
- Elsa Boyer
- Elsa Brants
- Elsa Bruckmann
- Elsa Brändström
- Elsa Béatrice Brahe
- Elsa Catelin
- Elsa Cavelti
- Elsa Cayat
- Elsa Chabrol
- Elsa Charretier
- Elsa Conrad
- Elsa Cortijo
- Elsa Cross
- Elsa Cárdenas
- Elsa Darciel
- Elsa De Giorgi
- Elsa Descamps
- Elsa Devassoigne
- Elsa Deville
- Elsa Diringer
- Elsa Dorfman
- Elsa Dorlin
- Elsa Dreisig
- Elsa Eduardo
- Elsa Ehrich
- Elsa Einstein
- Elsa Elisabeth Brahe
- Elsa Erroyaux
- Elsa Eschelsson
- Elsa Esnoult
- Elsa Faucillon
- Elsa Fayer
- Elsa Fornero
- Elsa Fottorino
- Elsa Garrido
- Elsa Gaubert
- Elsa Gidlow
- Elsa Girardot
- Elsa Godart
- Elsa Goveia
- Elsa Grether
- Elsa Guillaume
- Elsa Hart
- Elsa Henriquez
- Elsa Herzog
- Elsa Honorine Oyama Enye
- Elsa Hosk
- Elsa Houben
- Elsa Håkansson-Fermbäck
- Elsa Jacquemot
- Elsa Janssen
- Elsa Jean
- Elsa Joubert
- Elsa Kikoïne
- Elsa Koeberlé
- Elsa Kövesházi-Kalmár
- Elsa Lanchester
- Elsa Laula Renberg
- Elsa Lepoivre
- Elsa Lunghini
- Elsa Malvido
- Elsa Mangue
- Elsa Maria Schiller
- Elsa Marpeau
- Elsa Martinelli
- Elsa Maxwell
- Elsa Merlini
- Elsa Morante
- Elsa N'Guessan
- Elsa Neumann
- Elsa Oehme-Förster
- Elsa Osorio
- Elsa Pallot
- Elsa Pataky
- Elsa Peretti
- Elsa Peyras
- Elsa Pfister
- Elsa Pharaon
- Elsa Pinto
- Elsa Pooley
- Elsa Pépin
- Elsa Raven
- Elsa Reichmanis
- Elsa Rendschmidt
- Elsa Respighi
- Elsa Roux
- Elsa Royer
- Elsa Sahal
- Elsa Schalck
- Elsa Schiaparelli
- Elsa Schmid-Kitsikis
- Elsa Solal
- Elsa Triolet
- Elsa Wagner
- Elsa Wallenberg
- Elsa Werth
- Elsa Will
- Elsa Wolliaston
- Elsa Zylberstein
- Elsa de Wurtemberg
- Elsa van Dien
- Elsa van Hagendoren
- Elsa von Freytag-Loringhoven
- Elsa von Gutmann
- Elsa von Rosen